# Pojazd uprzywilejowany

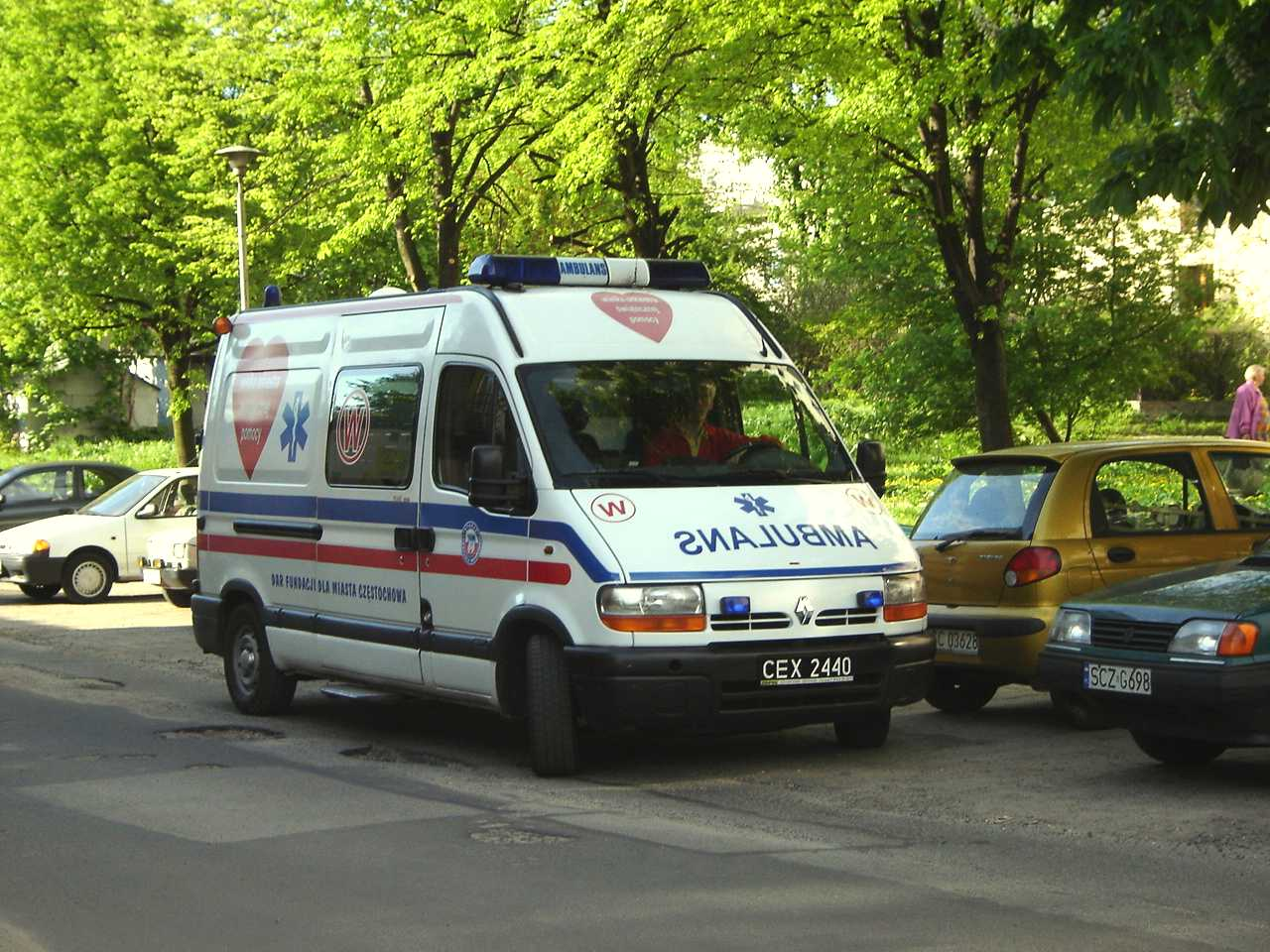
Ambulans.
Widoczne są lampy ostrzegawcze i urządzenie nagłaśniające. Po ich włączeniu ambulans staje się pojazdem uprzywilejowanym.

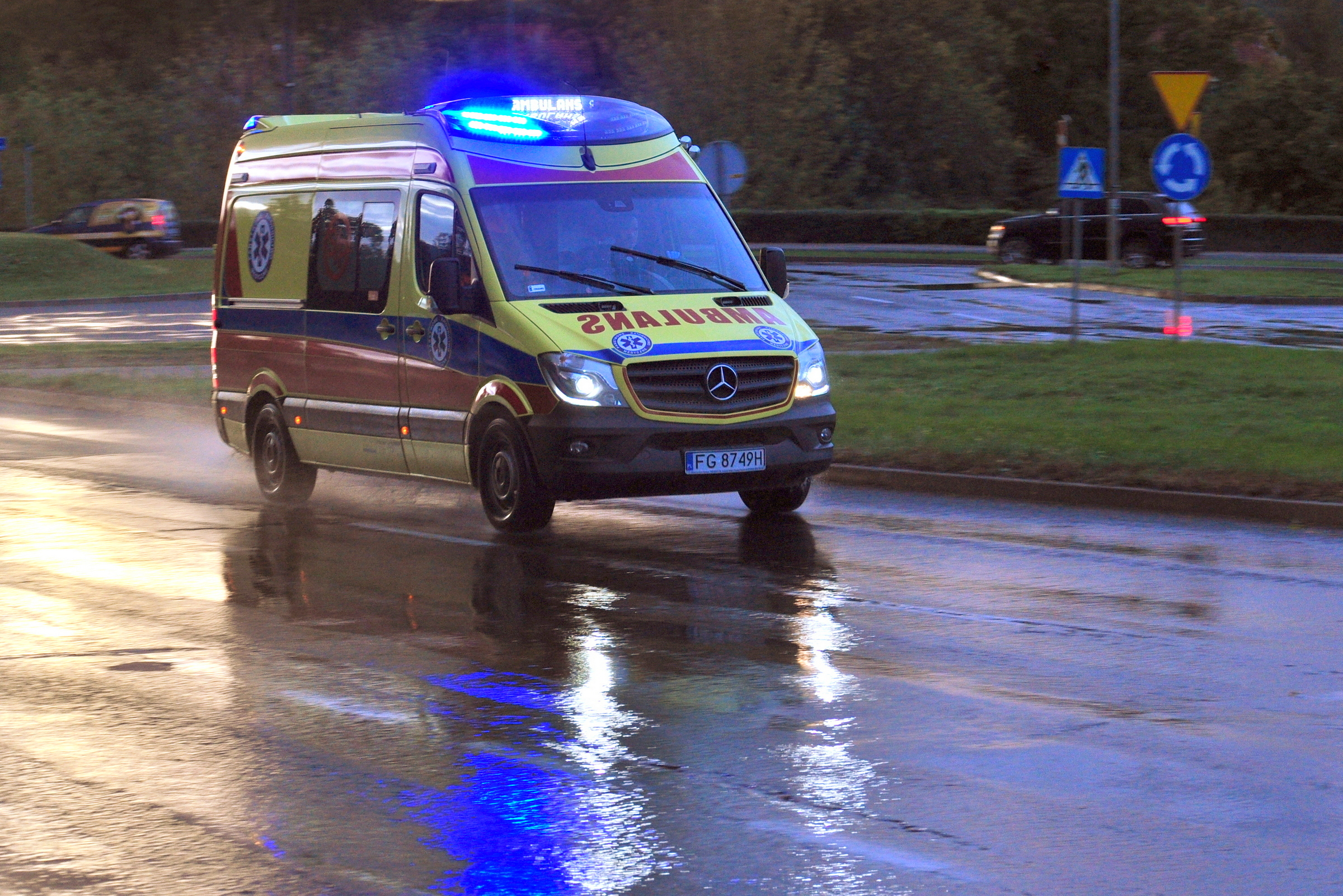
W ruchu drogowym, stosujący sygnały dźwiękowe i świetlne

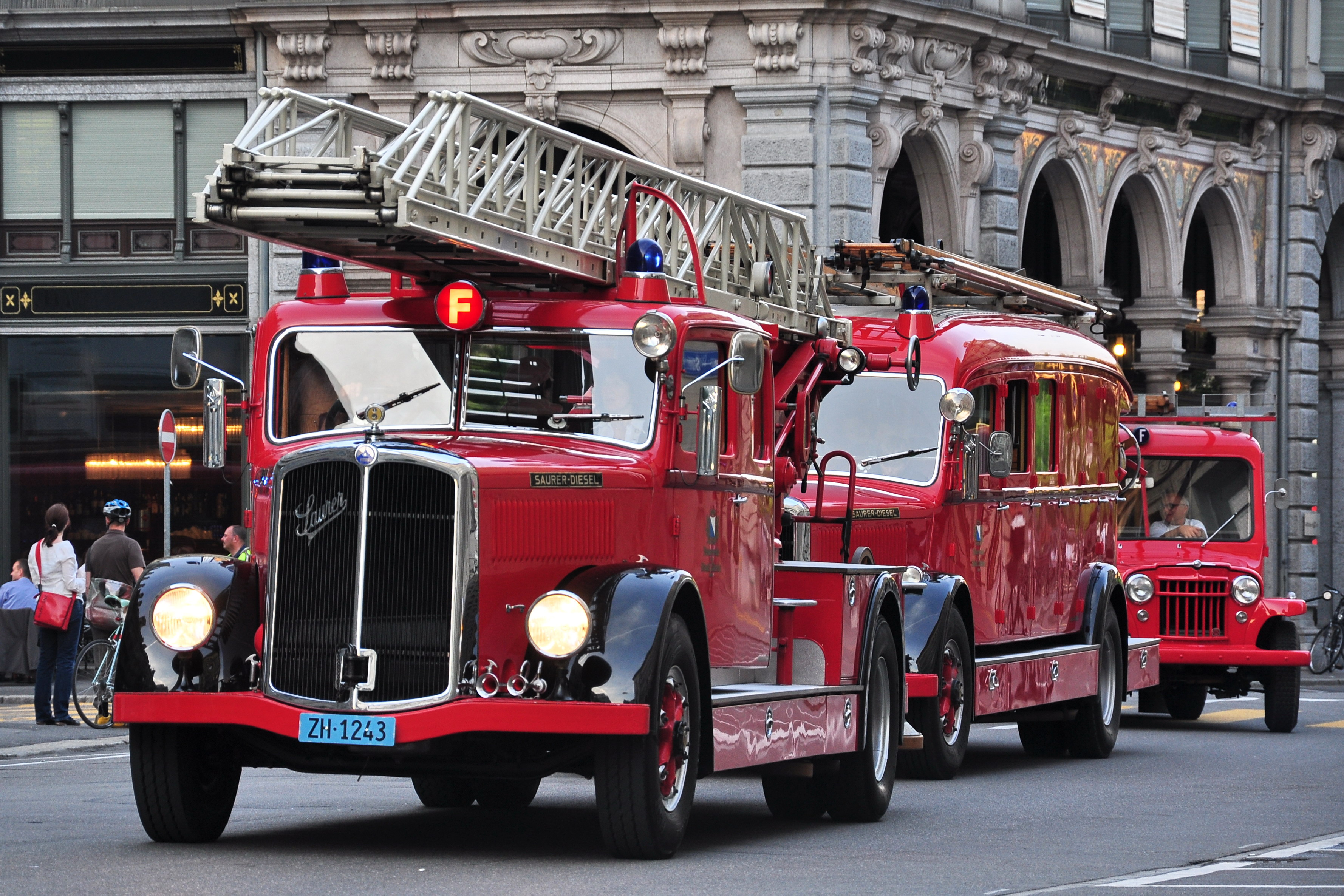
Straż pożarna w Zurychu prezentuje przedwojenne sygnały świetlne i dźwiękowe w dwóch pojazdach z 1939. Niebieskie światła zostały dodane po wojnie.

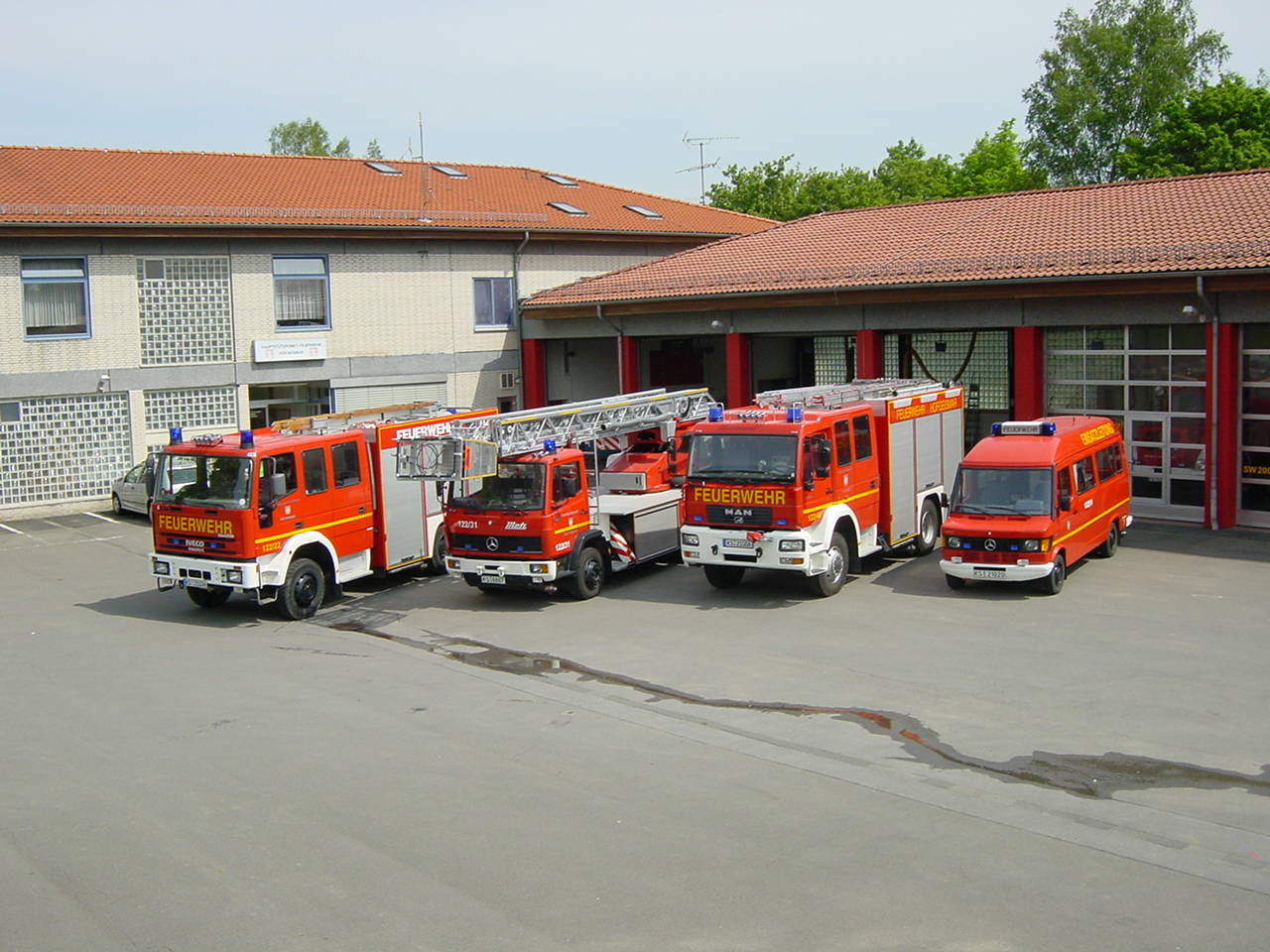
Różne pojazdy współczesnej niemieckiej straży pożarnej, wyposażone w oznaczenia pojazdów uprzywilejowanych

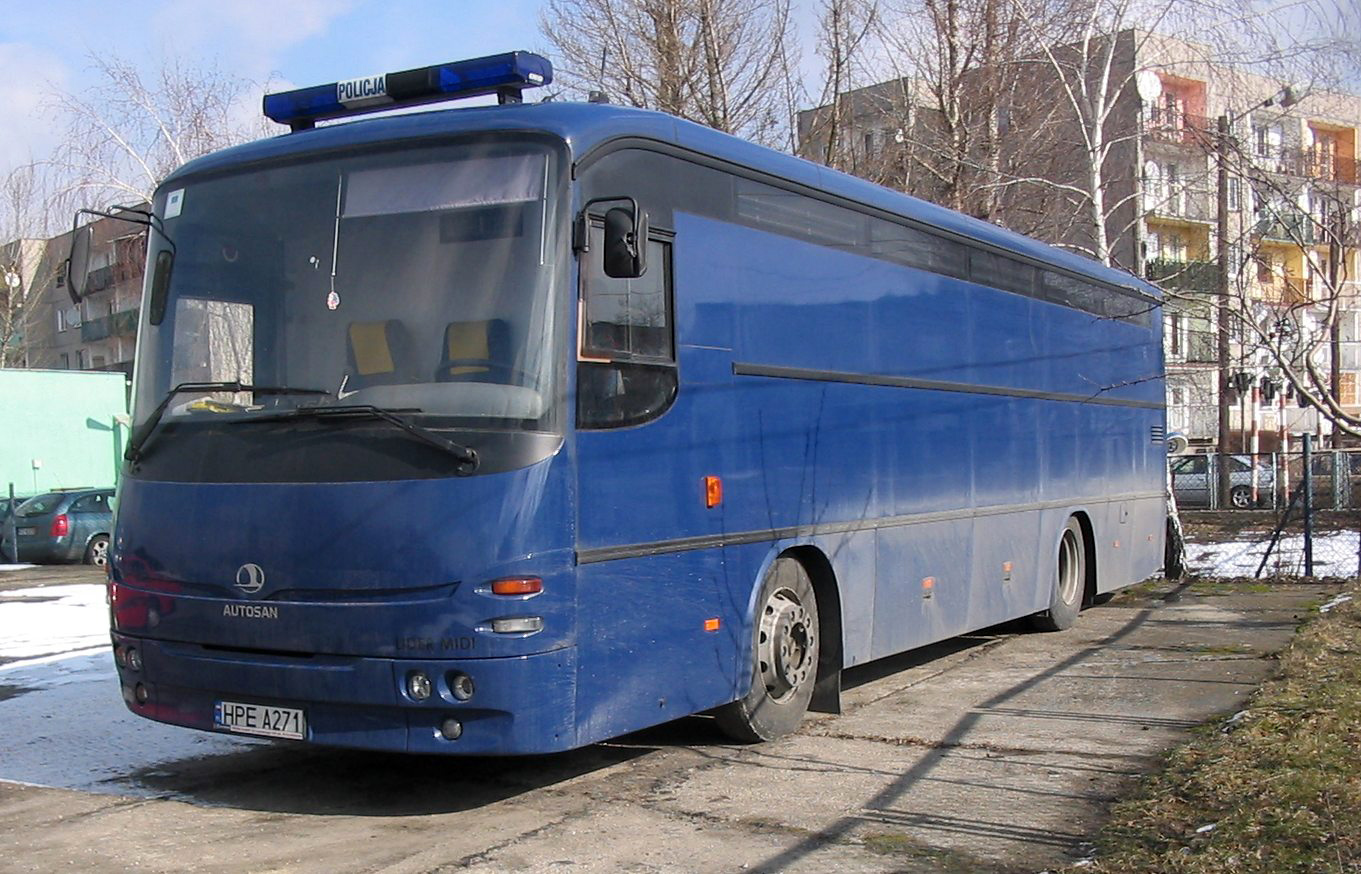
Pojazdami uprzywilejowanymi mogą być także autobusy: tu specjalnie przystosowany do przewozu aresztantów

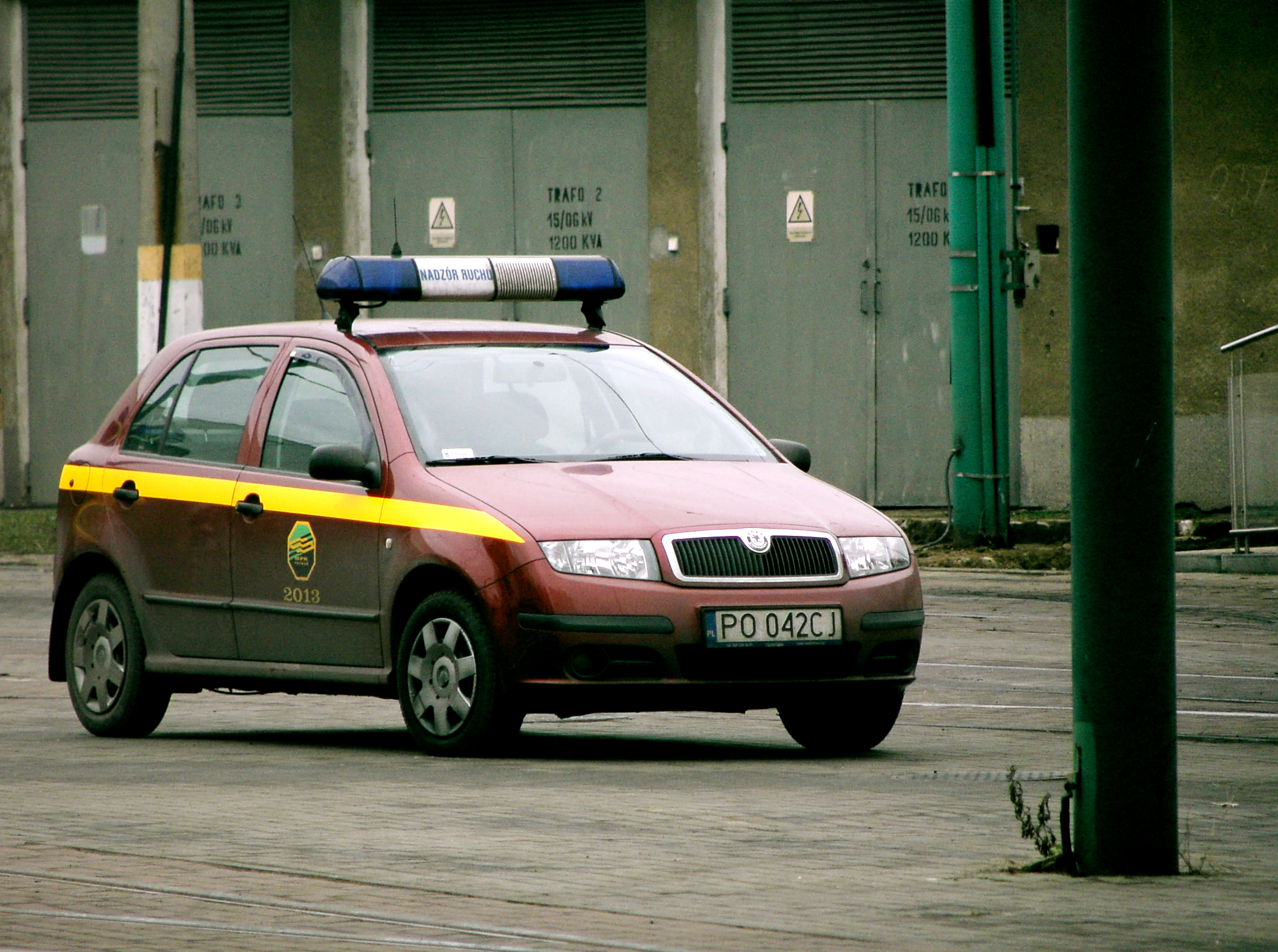
Do pojazdów uprzywilejowanych należą również wozy nadzoru ruchu przedsiębiorstw komunikacyjnych

Pojazd uprzywilejowany – pojazd wysyłający sygnały świetlne w postaci niebieskich świateł błyskowych i jednocześnie sygnały dźwiękowe o zmiennym tonie, jadący z włączonymi światłami mijania lub drogowymi; określenie to obejmuje również pojazdy jadące w kolumnie, na której początku i na końcu znajdują się pojazdy uprzywilejowane wysyłające dodatkowo sygnały świetlne w postaci czerwonego światła błyskowego.
Do pojazdów uprzywilejowanych należą głównie te używane w związku z ratowaniem życia i mienia ludzkiego bądź usuwaniem skutków katastrof, są nimi także pojazdy służb odpowiedzialnych za zachowanie bezpieczeństwa – w szczególności policji.
Polski kodeks drogowy zezwala kierującemu pojazdem uprzywilejowanym (przy zachowaniu szczególnej ostrożności) na niestosowanie się do przepisów ruchu drogowego, a także znaków i sygnałów drogowych, w tym do sygnalizacji świetlnej. Kierujący takim pojazdem nie jest jednak zwolniony ze stosowania się do poleceń i sygnałów dawanych przez kierujących ruchem lub uprawnionych do przeprowadzania kontroli. Wszyscy uczestnicy ruchu zobowiązani są natomiast do ułatwienia przejazdu pojazdowi uprzywilejowanemu m.in. poprzez natychmiastowe usunięcie się z jego drogi, a w razie potrzeby zatrzymanie się.
Pojazdy uprzywilejowane wysyłają odpowiednie sygnały:
- świetlne sygnały przerywane (błyskowe) ustalonego koloru (zazwyczaj niebieskiego lub czerwonego), w Polsce obowiązkowo koloru niebieskiego (czerwony przeznaczony jest dla pojazdów na początku i końcu kolumn[1])
- dźwiękowe sygnały o zmiennym tonie (z wyjątkiem, gdy pojazd uprzywilejowany zatrzyma się).

Często pojazdy takie są wyposażone w urządzenie nagłaśniające, umożliwiające podawanie komunikatów. W Polsce pojazd uprzywilejowany dodatkowo musi mieć włączone światła mijania lub drogowe.
W Polsce do kierowania pojazdem uprzywilejowanym jest wymagane:
1. ukończenie 21 lat[a]
2. posiadanie prawa jazdy odpowiedniej kategorii
3. orzeczenie lekarskie oraz psychologiczne o braku przeciwwskazań zdrowotnych do kierowania pojazdem uprzywilejowanym
4. ukończenie kursu dla kierujących pojazdami uprzywilejowanymi[b]
5. posiadanie zezwolenia na kierowanie pojazdem uprzywilejowanym w zakresie określonej kategorii prawa jazdy.

## Rodzaje pojazdów uprzywilejowanych
W Polsce do pojazdów uprzywilejowanych należą niżej wymienione kategorie pojazdów. Dodatkowo podane są oznaczenia pojazdów poszczególnych służb.
- Pojazdy zawodowej i ochotniczej straży pożarnej – pojazdy pożarnicze barwy czerwieni sygnałowej z błotnikami i zderzakami w kolorze białym. Natomiast pojazdy operacyjne straży pożarnej (osobowe) oznakowane są pasem wyróżniającym barwy czerwieni sygnałowej. Po obu stronach pojazdu umieszcza się napisy „STRAŻ” barwy białej lub czerwonej. Na dachu pojazdu może być umieszczony świetlny napis „STRAŻ” barwy czerwonej na białym tle[4],
- ambulanse zespołów ratownictwa medycznego – barwy białej (najczęściej), kremowej lub żółtej z niebieskim pasem wyróżniającym. Ponadto dla karetki reanimacyjnej dopuszcza się dodatkowe pasy wyróżniające barwy czerwonej, umieszczone wokół dachu oraz bezpośrednio pod pasem barwy niebieskiej[5],
- pojazdy Policji – barwy srebrnej z niebiesko-białym odblaskowym pasem wyróżniającym i napisem „POLICJA” (z wyłączeniem pojazdów nieoznakowanych)[6]. Nowe malowanie obowiązuje od maja 2007 roku[7], jednak w użyciu wciąż są jeszcze wcześniej obowiązujące radiowozy barwy granatowej z białym pasem wyróżniającym i napisem „POLICJA” oraz radiowozy barwy granatowej z białymi drzwiami, białym pasem wyróżniającym i granatowym napisem „POLICJA”,
- pojazdy straży gminnej (miejskiej) – barwy srebrnej (z wyjątkiem motocykli), z pasem wyróżniającym odblaskowym w postaci żółto granatowej szachownicy oraz umieszczonym poniżej wyróżniającym odblaskowym pasem granatowym. Na pasie granatowym umieszcza się odblaskowy napis „STRAŻ GMINNA” lub „STRAŻ MIEJSKA” w kolorze żółtym[8]. Nowe malowanie wprowadzono w lipcu 2012 roku, wcześniej pojazdy straży gminnej (miejskiej) nie posiadały jednolitego malowania[9],
- pojazdy Straży Ochrony Kolei,
- pojazdy Straży Granicznej – oznakowane jasnozielonym pasem wyróżniającym oraz umieszczonymi po obu stronach pojazdu napisami „STRAŻ GRANICZNA” barwy jasnozielonej (z wyjątkiem motocykli)[10],
- pojazdy Agencji Bezpieczeństwa Wewnętrznego i Agencji Wywiadu, Służby Ochrony Państwa, Centralnego Biura Antykorupcyjnego, Inspekcji Transportu Drogowego, Służby Więziennej, jednostek ratownictwa chemicznego, kontroli skarbowej, Sił Zbrojnych w tym Żandarmerii Wojskowej, Pododdziałów Regulacji Ruchu, Służby Wywiadu Wojskowego, Służby Kontrwywiadu Wojskowego,
- pojazdy Służby Celno-Skarbowej, zielone z białym pasem lub w nowym malowaniu, białe z zielonym pasem z napisem "SŁUŻBA CELNO-SKARBOWA",
- pojazdy podmiotów uprawnionych do wykonywania zadań z zakresu ratownictwa górskiego,
- pojazdy Służby Parku Narodowego,
- pojazdy podmiotów uprawnionych do wykonywania zadań z zakresu ratownictwa wodnego,
- pojazdy Straży Leśnej
- inne, na podstawie zezwolenia wydanego przez ministra.